# Larry Kramer
Laurence David "Larry" Kramer (Bridgeport, Connecticut, 25 juni 1935 – Manhattan (New York), 27 mei 2020) was een Amerikaans (toneel)schrijver en homoactivist. Hij werd genomineerd voor een Academy Award voor het scenario van de film Women in Love, was finalist voor een Pulitzer-prijs en ontving tweemaal een Obie Award. Als antwoord op de aids-crisis richtte hij Gay Men's Health Crisis op, de grootste organisatie van haar soort op de wereld. Hij schreef The Normal Heart, het eerste serieuze artistieke onderzoek naar de aids-crisis. Hij richtte later ACT UP op, een protestorganisatie die staat voor het veranderen van het volksgezondheidbeleid en de openbare voorlichting van hiv en aids. Zelf leed hij sinds eind jaren tachtig aan hiv.
Kramer trouwde in 2013 met David Webster. 
Kramer overleed in 2020 aan een longontsteking.
- Bibliothèque nationale de France: cb14111470m (data)
- Gemeinsame Normdatei: 120605856
- International Standard Name Identifier: 0000 0001 1695 2194
- Library of Congress Control Number: n78036842
- Nationale Bibliotheek van Tsjechië: utb2009546613
- Nationale Bibliotheek van Israël: 987007339815905171
- Nederlandse Thesaurus van Auteursnamen: 072120754
- Istituto Centrale per il Catalogo Unico: CAGV428666
- LIBRIS: 317582
- Système universitaire de documentation: 223621684
- Virtual International Authority File: 103118671
- WorldCat: E39PBJfh7j7tkPTVKCX3Q6txjC